# Conseil national du patronat français
Le Conseil national du patronat français (CNPF) est une organisation patronale française créée le 21 décembre 1945 à la demande du gouvernement français, qui désirait disposer d’un interlocuteur représentatif de l’ensemble du patronat au sortir de la Seconde Guerre mondiale.
Jusqu'à sa dissolution en 1998, le CNPF est resté pendant plus de cinquante ans le principal syndicat patronal français, fédérant autour de lui les grandes fédérations professionnelles et plusieurs clubs patronaux. À ce titre, celui-ci a pris part au débat public entourant la plupart des grandes réformes économiques et sociales en France depuis l'après-guerre : de l'opposition à la création du salaire minimal interprofessionnel garanti en 1950, à la négociation des accords de Grenelle en 1968, jusqu'à la réforme des 35 heures sous le gouvernement Jospin en 1997.
Tenant à l'origine d'une ligne idéologique conservatrice et protectionniste, le CNPF a progressivement évolué au cours des années 1950 et 1960 vers la défense de la construction européenne et du libéralisme économique. Dans le même temps, le syndicat a renouvelé ses modes d'action en assumant de plus en plus une intervention directe dans le débat public.
En perte de vitesse à partir des années 1980 en raison de dissensions internes et d'une concurrence accrue de nouveaux clubs patronaux, le CNPF a laissé la place le 27 octobre 1998 au Mouvement des Entreprises de France.

## Histoire

### Origines et création après la Seconde Guerre mondiale

#### Les précédents du CNPF (1919-1940)
D'autres organisations représentatives du patronat français ont précédé le Conseil national du patronat français. En 1919, la Confédération générale de la production française est la première organisation de caractère fédéral intégrant douze groupes industriels. Elle est fondée à l'initiative du ministre de l'Industrie et du Commerce, Étienne Clémentel. Vers 1926, la Confédération compte 27 groupes et 4 000 syndicats primaires, tout en laissant de côté le commerce.
Le 7 juin 1936, en tant que principale organisation représentative du patronat, la Confédération ratifie, sous la pression des grèves, les accords de Matignon, à l'instar de la principale confédération syndicale de travailleurs, la Confédération générale du travail (CGT). Le danger révolutionnaire écarté, de nombreuses voix, au sein du patronat, dénoncent la « capitulation » de la Confédération. Ce discrédit, particulièrement fort parmi les petites et moyennes entreprises qui rejettent la volonté de la négociation de la Confédération, conduit à son remplacement le 4 août 1936 par une nouvelle organisation, la Confédération générale du patronat français (CGPF),.
Claude-Joseph Gignoux, président de la nouvelle CGPF, n'est pas lui-même un patron ; il présidait d'autres organisations patronales auparavant. Le vice-président délégué est Alexandre de Lavergne. Ses dirigeants sont des dirigeants d'organisations patronales régionales ou professionnelles comme Lambert-Ribot, du Comité des forges, ou Henri de Peyerimhoff de Fontenelle, représentant des entreprises exploitant des mines de charbon. L'organisation se heurte cependant à des difficultés pour s'organiser en raison de ses tensions internes. En plusieurs occasions, la CGPF n’est pas même capable de produire des données statistiques simples sur ses membres, puisque la crainte de la concurrence provoque de la rétention d’information de la part des industriels.
Après la mise en place du régime de Vichy, la CGPF est dissoute par la loi du 16 août 1940 mettant en place les comités d'organisation à l'instar d'autres organisations patronales comme le Comité des forges et le Comité central des houillères de France,.

#### La renaissance du syndicalisme patronal après-guerre: la création du CNPF
Sous le régime de Vichy, la représentation patronale est assurée en partie par les comités d'organisation (CO) par branche afin de répondre aux besoins de la planification de guerre. Pendant cette période, les chefs d’entreprise prennent l’habitude de verser leur cotisation à une organisation externe chargée de les représenter, de fournir des informations statistiques et de coopérer avec des délégués du gouvernement. Le statut paraétatique des CO permet également la mise en place d’un appareil de gestion.
En 1944, lorsque le Gouvernement provisoire de la République française veut redonner vie aux organisations syndicales dissoutes en 1940, la renaissance de la CGPF n'est pas autorisée en raison du nombre trop important de membres accusés de collaboration avec l’ennemi. Une apostrophe que le général de Gaulle aurait lancée à une délégation de patrons français à la Libération, témoigne de la défiance du nouveau pouvoir vis-à-vis du patronat, soupçonné d'avoir en grande partie collaboré : « Je n'ai vu aucun de vous, messieurs, à Londres ». Et d'ajouter : « Ma foi, après tout, vous n'êtes pas en prison ». Dans le même temps, les pouvoirs publics mettent en place des organisations provisoires afin d'avoir des interlocuteurs représentant le patronat. Gaston Palewski, directeur du cabinet du général de Gaulle, et le ministre du Travail, Alexandre Parodi, forment une Commission de représentation patronale (CRP) de quinze membres, présidée par Pierre Fournier, un marchand de grains parisiens qui a été hostile au régime de Vichy et est proche de Parodi. C'est un ancien animateur de la section économique de la CGPF en 1939-1940 mais il est peu représentatif du patronat et peu connu de ses pairs. Son secrétaire général est Etienne Villey, qui anime le GIM, branche parisienne de l'Union des industries métallurgiques et minières (UIMM). Robert Lacoste, ministre de la production industrielle, met sur pied une commission concurrente, la « Commission consultative pour l'aide aux entreprises » où figurent Pierre Ricard, son président, qui a dirigé sous Vichy le Comité d'Organisation de la fonderie, et Henry Davezac, vice-président délégué du Syndicat de la construction électrique,,.
Profitant du désarroi du grand patronat, Léon Gingembre crée la Confédération générale des petites et moyennes entreprises (CGPME) en octobre 1944. La nouvelle organisation autonomise la représentation et la défense des intérêts des PME, assurées avant-guerre par la CGPF. Elle découle du sentiment né des accords de Matignon parmi les dirigeants de PME d'être peu pris en compte par la centrale syndicale et de leur souhait de se libérer de l'influence des grandes entreprises. Peu après, le Centre des jeunes patrons (CJP) - qui avait interrompu toutes ses publications durant les dernières années de l'occupation (mais maintenu certaines de ses activités) - refait surface.
Il faut attendre décembre 1945 pour qu'une nouvelle organisation prenne le relais de l'ancienne Confédération générale du patronat français. En décembre 1944, les pourparlers engagés par Pierre Ricard et Henry Davezac avec d'autres organisations professionnelles et avec la CRP - un comité de liaison, présidé par Fournier, a été mis en place en octobre - aboutissent à jeter les bases du futur Conseil national du patronat français (CNPF),.
Son assemblée constitutive se tient le 21 décembre 1945. Un président provisoire est désigné, Pierre Fournier. Il est secondé par un vice-président, Georges Villiers. Des commissions sont mises en place, notamment la commission économique, présidée par Pierre Ricard, vice-président délégué du syndicat général des fondeurs de France, et la commission sociale, présidée par le président de la très influente UIMM. Sont membres fondateurs du CNPF des fédérations professionnelles, industrielles ou commerciales, des organisations interprofessionnelles régionales, la GGPME, le CJP,,,. Dans sa charte originelle, le groupement regrette de n'avoir pas été consulté dans la période suivant la Libération, demande des garanties contre de futures nationalisations, exprime sa foi dans l'organisation professionnelle et, à condition que l'autorité soit respectée, se déclare disposé à accorder aux ouvriers une participation plus grande à la vie de leurs entreprises. Le 21 février 1946, une délégation est reçue par le nouveau président du GPRF, Félix Gouin. Elle fait savoir qu'elle déplore le fait que le patronat a été « tenu à l'écart des décisions prises depuis la Libération » et proteste « contre les ravages croissants de l'étatisation sous toutes ses formes ».
Le CNPF devient, le 12 juin 1946, une association loi de 1901.

### Mandat de Georges Villiers (1946-1966)

#### Les débuts du CNPF
Le 12 juin 1946, Georges Villiers, ancien maire de Lyon, dirigeant d'une entreprise de métallurgie et déporté à Dachau devient le premier président du Conseil national du patronat français à la demande du gouvernement, à l'occasion de la première assemblée générale du CNPF,. Son passé politique (permettant de faire oublier les liens entre de nombreux patrons français et la collaboration), ses attaches provinciales (pour contrebalancer le parisianisme prêté à l'ancienne Confédération générale du patronat français) et la taille moyenne de son entreprise en font le candidat idéal selon les critères du moment pour prendre la direction du nouveau CNPF,.
En juillet 1946, l'organisation patronale nouvellement constituée participe à la « Conférence du Palais Royal » avec les syndicats. Le CNPF signe le 16 juillet 1946 avec la CGT une déclaration historique sous la forme d'une double reconnaissance mutuelle du rôle du chef d'entreprise et de l'exercice des libertés syndicales, qui sera sans lendemain.
En dépit de sa mission de représentation de l'ensemble des dirigeants d'entreprises, l'organisation demeure sous la tutelle de l'UIMM, la plus puissante des fédérations patronales, qui contribue à hauteur de 50 % de son budget dans les années 1950. Une convention, conclue le 24 juillet 1946 vient par ailleurs préciser les rapports entre le CNPF d’une part et le Conseil interfédéral du commerce français d’autre part, en accord et avec le concours de la Fédération des Associations Régionales (FAR) et de la CGPME. Cette convention constitue l’acte de naissance du Conseil national du commerce (CNC)[réf. nécessaire].
Dans les années 1950, l'organisation est structurée en 3 commissions : affaires économiques générales, affaires sociales et relations économiques internationales, cette dernière gérant en son sein les affaires européennes.
En 1953, le CNPF et Jacques Warnier créent le Centre de recherches et d'études des chefs d'entreprise (CRC), un laboratoire de réflexion patronale qui participe à renouveler les idées du CNPF,.

#### Une organisation conservatrice
L'organisation adopte une ligne très conservatrice et se définit elle-même comme une « association de défense des intérêts immédiats des propriétaires des moyens de production et d'échange »,. Dans la période de l'après-guerre, le CNPF dénonce un État omnipotent qui sacrifie la valeur du franc aux facilités de l'inflation et des déficits budgétaires et qui renonce à défendre les entreprises françaises face à la concurrence étrangère.
L'organisation se prononce ainsi en 1950 contre la loi instituant le salaire minimum interprofessionnel garanti (SMIG) et celle de 1952 sur l'échelle mobile des salaires. Elle s'oppose également aux comités d'entreprises, institués par la voie législative en mai 1946. Le CPNF finance, par l’intermédiaire du comité dit « de la rue de Penthièvre », des candidats de droite lors des élections législatives de 1951.
L'arrivée au pouvoir du gouvernement d'Antoine Pinay en mars 1952 fait évoluer le rapport du CNPF aux pouvoirs publics. Georges Villiers appelle les adhérents de l'organisation patronale à soutenir le nouveau président du Conseil. Celle-ci cherchera désormais à développer le dialogue avec le gouvernement. Le CNPF lui demande notamment d'aider les entreprises à résister au désarmement douanier.
Georges Villiers s'oppose au secrétaire général de la SFIO, Guy Mollet, notamment durant son mandat de président du Conseil, de 1956 à 1957. Il reproche à celui-ci sa politique monétaire inflationniste et l'augmentation des salaires, son dirigisme économique et son protectionnisme.
Le CNPF se satisfait de la formation de la Ve République. Il accueille favorablement la réforme monétaire et le retour des équilibres extérieurs mais continue à réclamer des aides de l’État pour favoriser l’intégration des entreprises dans la compétition internationale. En 1958, le CNPF appuie à l'inverse la création du régime d'assurance-chômage (Unedic) et de l'Association des régimes de retraites complémentaires en 1961.

#### Le virage européen du patronat français
Longtemps dominé par une frange protectionniste en son sein constituée par les dirigeants des principales fédérations (sidérurgie et textile), le CNPF évolue progressivement jusqu'à défendre l'ouverture aux marchés extérieurs et à la concurrence internationale,. Georges Villiers joue un rôle de premier plan dans l'évolution du patronat français. Le président du CNPF se montre favorable aux initiatives pro-européennes dès les débuts de l'organisation patronale, ce qui représente encore à l'époque une position singulière au sein du CNPF.
En 1949, le CNPF accueille dans ses bâtiments le Conseil des fédérations industrielles d'Europe, créé en septembre par le secrétaire général de l'Organisation européenne de coopération économique (OECE) Robert Marjolin. Celle-ci vise à rassembler l'ensemble des organisations patronales des 18 pays membres de l'OECE, chargée de gérer l'aide américaine pour l'Europe de l'Ouest après la Seconde Guerre mondiale. Son secrétaire général, René Arnaud, est l'ancien secrétaire général du CNPF. En 1950, Georges Villiers propose de regrouper au sein du CIFE les organisations nationales des pays concernées par le projet de CECA. L'obstruction britannique bloque la réalisation du projet durant 2 ans. Le 4 novembre 1952 celui-ci aboutit avec la fondation d'une nouvelle organisation, l'Union des industries des pays de la communauté européenne (UNICE), mais dont l'arrivée est trop tardive pour remplir son objectif initial : le suivi du plan Schuman, entré en vigueur le 23 juillet 1951.
L'UNICE se saisit de la question de la communauté européenne de défense en 1954. Son rejet par le Parlement français en août marque un coup d'arrêt des travaux de l'organisation européenne, dont la suspension est actée en novembre 1956. Celle-ci devient le 1er mars 1958 l'Union des industries de la communauté européenne, et se donne pour objectif de suivre les conséquences du Traité de Rome. Pour autant, la création et le fonctionnement d'un espace patronal transnational européen aboutit du moins à un suivi des sujets européens par le patronat français, y compris ceux sur lesquelles elle refusait de se positionner jusqu'ici en raison de leur nature politique. Le CNPF continue dans le même temps de critiquer les distorsions de concurrence en Europe préjudiciable aux industriels français.
En septembre 1956, après la remise du rapport Spaak, le CNPF développe une position relativement favorable au marché commun. Georges Villiers écrit au président du Conseil Guy Mollet pour souligner les garanties à obtenir (parallélisme entre harmonisation et libération des échanges, association des pays et territoires d’outre-mer), sans pour autant rejeter celui-ci par principe.

#### La mue libérale du CNPF
Dans les années 1960, Georges Villiers doit composer avec d'un côté l'émergence de courants rénovateurs qui réclament davantage de concertation avec l'État et les partenaires sociaux, et de l'autre le patronat traditionnel et conservateur, hérissé par certaines politiques du pouvoir gaullien et l'étatisation de l'économie française. Cette aile « novatrice » est notamment portée par le Centre des Jeunes Patrons (CJP).
Le 14 janvier 1965, le CNPF présente une « charte libérale » en 14 points rédigés en partie par Pierre de Calan, PDG de Babcock & Wilcox et économiste libéral. La publication de ce document s'inscrit dans un contexte marqué par l'essoufflement des effets du plan Pinay-Rueff et l'assouplissement de la rigueur budgétaire. Si la production industrielle française bat des records, de nombreuses entreprises estiment que le contrôle des prix constitue un obstacle majeur à l'investissement. De surcroît, la France s'apprête à connaître en décembre de la même année sa première élection présidentielle au suffrage direct, qui suscitent de nombreux débats sur la situation économique réelle de la France. À cet égard, le manifeste publié par le CNPF qui constitue un programme économique, rompt avec les principes de prudence et d'empirisme de l'organisation patronale et défend les principes de l'orthodoxie libérale en condamnant le dirigisme de l'État. Son orientation est à contre-courant de la politique gaullienne des IVe et Ve plans qui, tout en développant la compétitivité de l’appareil de production, mettait le contrôle des prix et des revenus parmi les premières préoccupations de l’État.
Cette « bombe idéologique » agite les cercles les plus réformistes du patronat. Elle entraîne la démission de Marcel Demonque, PDG des Ciments Lafarge et l'éviction du bureau du CNPF du CJP, qui a exprimé publiquement son désaccord avec les thèses de la charte doctrinale,. Elle suscite également la critique à l'extérieur, jusque dans les rangs de la droite au pouvoir.

### Mandat de Paul Huvelin (1966-1972)

#### Une politique de négociation avec les syndicats
En juin 1966, après 20 ans de mandat, Georges Villiers laisse sa place à son proche collaborateur au sein du CNPF Paul Huvelin, PDG de Kléber-Colombes, administrateur de plusieurs sociétés et président du Centre de recherches et d'études des chefs d'entreprise.
Sous la pression du Premier ministre Georges Pompidou, alerté par la montée de la contestation sociale et par le revers des gaullistes aux élections législatives de 1967, Paul Huvelin joue le jeu de la négociation avec les syndicats. Le CNPF participe ainsi aux conseils de gestion de la Sécurité sociale avec les représentants des salariés à la suite de l'ordonnance d'août 1967. En février 1968, le CNPF accepte l'indemnisation complémentaire du chômage partiel. Le vice-président de la commission des affaires sociales du CNPF depuis 1967, François Ceyrac (qui en deviendra le président en 1972), se félicite alors du dialogue noué avec les syndicats.

#### Le choc de Mai 68
Les dirigeants syndicaux de la CGT et de FO avaient promis au président de la commission des affaires sociales François Ceyrac un printemps calme sur le front social. Le patronat français se montre donc surpris par la brutalité de la crise de mai 68.
Face à la crise, le patronat choisit la négociation. Paul Huvelin et une délégation du CNPF comprenant 6 représentants des grandes fédérations patronales (mais pas François Ceyrac, qui est alors hospitalisé) participent aux négociations au ministère des Affaires sociales, dans l'ancien hôtel du Châtelet.
Paul Huvelin accepte les demandes d'Henri Krasucki, secrétaire général de la CGT, d'augmenter les salaires de 10 % et le SMIG de 35 %. Le CNPF accepte également de reconnaître la section syndicale dans l'entreprise et se résout à contrecœur à signer les accords de Grenelle.
Lors de l'assemblée générale du 9 juillet 1968 consacrée aux conséquences de la crise, de nombreux adhérents du CNPF contestent la ligne adoptée par l'organisation patronale, à l'instar de François Michelin, PDG de Michelin, qui a quitté l'organisation au lendemain des accords de mai 68. En dépit de ces dissensions, Paul Huvelin est réélu président du CNPF.
Pour atténuer le « choc » de mai 68 et mettre les accords de Grenelle, le CNPF élabore en retour 13 propositions dont 12 seront retenues par le gouvernement Couve de Murville.

#### «L'aggiornamento» du rôle du CNPF
Jusqu'à la fin des années 1960, le CNPF était demeuré « un groupe de pression conservateur » replié sur une stratégie « de défense statique » au service d'un « patronat patrimonial » inquiet de la modernisation économique et sociale impulsée par l'État. Les blocages qui résultent de cette position ne sont pas étrangers à l'extension du mouvement de contestation de mai 1968 au monde salarial qui s'exprime tout d'abord par le rajeunissement des membres du bureau après l'assemblée générale du 9 juillet 1968,.
Pour de nombreux dirigeants d'entreprise, le CNPF s'est montré incapable d'anticiper et de faire face aux événements de mai 68. Au sein même du patronat, des critiques se cristallisent à l'encontre des structures de l'organisation, notamment du rôle trop peu important joué par l'échelon régional. Plusieurs voix au sein du patronat s'expriment pour demander un « aggiornamento ».
La réforme interne du CNPF, amorcée dès le mois de juin 1968, est activée par le renouvellement des générations de dirigeants patronaux qui s’expriment dans plusieurs clubs de réflexion. A l'été, plusieurs dirigeants d'entreprises, dont certains issus du CJP, frappés de l'effacement du CNPF durant la crise lancent un mouvement concurrent, le Centre national des dirigeants d'entreprise (CNDE). L'industriel José Bidegain, délégué général de la Fédération de la chaussure, en prend la tête en octobre 1968.
Le CNDE milite pour un changement de l'image des patrons et une refonte de l'organisation patronale face à la ligne dure du patronat, incarnée par Pierre de Calan. Son objectif ne sera cependant pas atteint. Le 28 novembre 1969, l'organisation fusionne avec le Groupement d'étude pour la réforme de l'organisation patronale (GEROP) pour donner naissance à l'association Entreprise et Progrès. Cette « société de pensée » est présidée par François Dalle, PDG de l'Oréal. José Bidegain en devient le délégué général.
Les événements de mai ne provoquent cependant pas comme en 1936 un virement à droite du patronat, mais accélèrent la mutation du CNPF en « groupe de pression hégémonique »,. La crise de mai 68 et le mandat de Paul Huvelin représentent à cet égard selon Yvon Chotard une étape importante dans l'évolution du CNPF qui « accepte progressivement de se présenter face à l'opinion publique et ne pas avoir cette attitude de groupe de pression discret, voire secret, qui a été quelquefois la façon de s'exprimer de certaines grandes fédérations ».

#### Une réforme interne de l'organisation patronale
Conscient que le CNPF a mené jusqu'ici une politique trop conservatrice, Paul Huvelin décide en 1969 de la création d'une commission de réformes pour faire évoluer la structure interne du CNPF, qui s'ouvre aux mouvements associés à l'organisation patronale.
Ces travaux aboutissent à une refonte des statuts de l'organisation, comprenant l'élection du président par un collège plus nombreux, un président rééligible une seule fois, après un mandat de 3 ans, la substitution d'une assemblée permanente élargie au comité directeur actuel et celle d'un conseil exécutif faisant une plus large place aux organes régionaux que le bureau actuel ainsi que la nomination de 4 vice-présidents,. Le CNPF pourra en outre désormais contracter au nom de ses adhérents, à l'exception du domaine des salaires. Enfin, une direction générale de l'information est par ailleurs créée pour doter la Confédération d'une politique de communication moderne. Celle-ci est dirigée par Michel Frois, créateur du premier bureau militaire d'information au ministère de la Défense nationale.
Les nouveaux statuts sont adoptés par l'assemblée générale de l'organisation réunie le 28 octobre 1969.

### Mandat de François Ceyrac (1972-1981)

#### Vers une nouvelle identité patronale
L'élection de François Ceyrac en décembre 1972 constitue un compromis entre l'aile rénovatrice et l'aile conservatrice du patronat. Elle précède de quelques mois le premier choc pétrolier, qui marque la fin des Trente glorieuses. Durant les 9 années de son mandat, le président du CNPF, qui n'a jamais dirigé d'entreprise industrielle à la différence de ses prédécesseurs, contribue à définir et à implanter une nouvelle identité patronale,. Aidée par la montée d'un patronat entrepreneurial, dont l'émergence est le contrecoup de la crise de l'industrie et de la montée en puissance du secteur des services, la transformation du CNPF en « parti de l'entreprise » résiste à la crise économique, mais également la montée en puissance de l'Union de la gauche jusqu'à la victoire de François Mitterrand à l'élection présidentielle de 1981,.
Sous son mandat, la façade du siège du CNPF situé 31 avenue Pierre-1er-de-Serbie à Paris est mitraillée le 1er mai 1979 par un commando d'Action directe. Cette action constitue l'un des actes fondateurs du groupe terroriste.

#### Une réforme de l'organisation patronale
Durant son mandat, la priorité de François Ceyrac est de modifier les relations entre la direction centrale du CNPF et les organisations patronales en région, principalement des PME. Depuis les années 1930, celles-ci étaient regroupées au sein de la Fédération des associations régionales (FAR), qui tout en bénéficiant d'une représentation spécifique au sein des instances du CNPF, jouissait d'une indépendance de fait en siégeant en dehors de la Confédération et grâce au poids de ses électeurs. En 1978, François Ceyrac décide la dissolution de cet organe en vue de réintégrer les unions patronales régionales dans le CNPF,. La même année, la création des Assises vise à rapprocher le CNPF de ses adhérents. François Ceyrac fait aussi une large place aux organisations para-patronales externes à la CNPF (comme Entreprise et Progrès, le Centre français du patronat chrétien ou encore le Centre des jeunes patrons) au sein de l'organisation, en invitant leurs dirigeants à siéger au comité directeur du CNPF.
En 1978, le comité exécutif du CNPF préfère différer le débat autour de la succession de son président pour éviter de voir la présidence de l'organisation patronale passer aux mains de l'aile « novatrice » du mouvement patronat, incarnée par Antoine Riboud (BSN), François Dalle (l'Oréal) ou Alain Chevalier (Moët-Hennessy). La direction du CNPF choisit de passer outre ses statuts et de réélire François Ceyrac pour un 3e mandat, jusqu'au 1er janvier 1982.
En 1972, le CNPF se dote d'un bureau de représentation à Bruxelles.

### Mandat d'Yvon Gattaz (1981-1986)

#### La «guerre des deux Yvon»

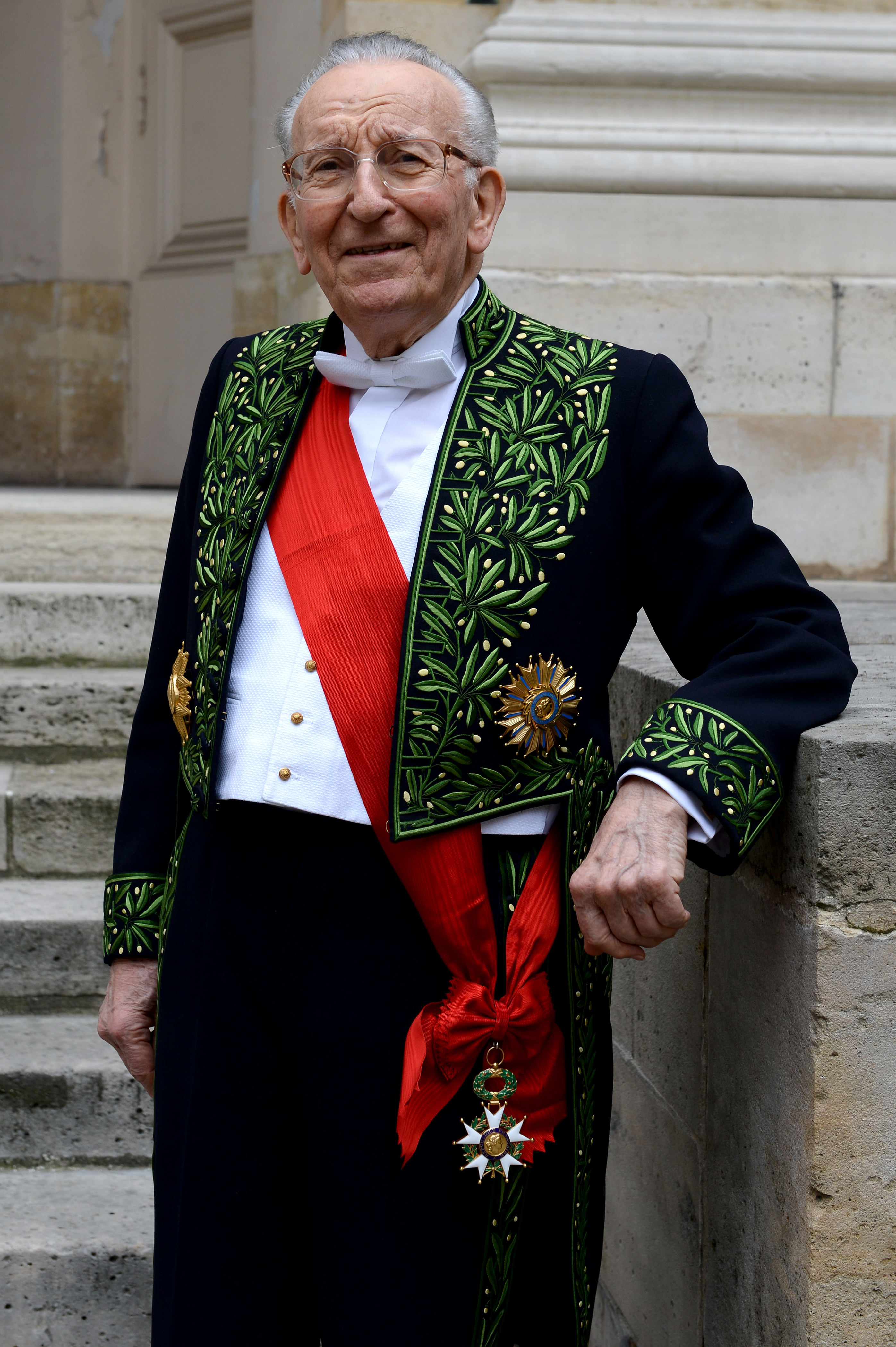
Yvon Gattaz, président du CNPF de 1981 à 1986

L'arrivée de la gauche au pouvoir en mai 1981 pèse sur l'élection du successeur de François Ceyrac, qui avait pris position pour sa part durant l'élection présidentielle en faveur de Jacques Chirac, candidat du RPR et corrézien comme lui.
Pour lui succéder, le CNPF cherche à mettre à sa tête une figure forte, dans laquelle le patronat tenté par la radicalisation face aux socialistes puisse se retrouver, et en même temps être assez ouvert pour discuter avec le nouveau pouvoir. Olivier Lecerf, patron du groupe cimentier Lafarge, dirigeant international et chrétien, refuse d'en prendre la présidence tout comme Jean Gandois, alors président de Rhône-Poulenc. Restent deux candidats : Yvon Gattaz, PDG de l'entreprise Radiall, membre du comité exécutif du CNPF depuis 1975 et fondateur du think tank patronal Ethic, et Yvon Chotard, vice-président de l'organisation patronale chargé des affaires sociales, fondateur des éditions France-Empire et ancien président du Centre chrétien des patrons et dirigeants des entreprises françaises.
Bien que favori, Yvon Chotard est battu par Yvon Gattaz, considéré comme plus à même de négocier avec le pouvoir socialiste. La rivalité entre les deux hommes, parfois qualifiée par la presse de « guerre des deux Yvon », provoque d'importantes divisions au sein du CNPF. Ce clivage oppose notamment les tenants du dialogue avec l'Élysée et ceux qui préfèrent privilégier leurs relations avec l'opposition de droite, mais tient aussi à des divergences de personnalités et concernant les relations entre l'organisation patronale et ses membres.
L'opposition culmine en 1986, à l'issue des élections législatives qui voient la victoire de la liste RPR-UDF conduite par Jacques Chirac, et la mise en place d'une cohabitation au sommet de l'État. Le 17 mars, au lendemain du scrutin, Yvon Chotard démissionne avec cinq autres membres du comité exécutif du CNPF dans le but de provoquer la démission d'Yvon Gattaz,.

#### Une «guerre de tranchées» avec le pouvoir socialiste
Face aux gouvernements de Pierre Mauroy et de Laurent Fabius, Yvon Gattaz mène une stratégie du « dialogue vigoureux et obstiné » qui obtient des résultats notables, mais lui vaut également des critiques au sein du CNPF et de la part de l'opposition de droite.
Yvon Gattaz veut un CNPF « transpolitique » tenant compte du gouvernement, refusant l'alternative entre la grève et l'opposition politique que lui soufflent ses troupes. Le président du CNPF rencontre 14 fois François Mitterrand à l'Elysée, dont 13 en tête à tête. Lorsqu'il se rend pour la première fois à l'Elysée le 8 janvier 1982 dans un contexte marqué par le vote lois sociales et les nationalisations, celui-ci se heurte à François Mitterrand, décidé à jouer l'affrontement avec le patronat français.
Le CNPF engage « une guerre de tranchées » avec le gouvernement Mauroy sur la question du passage aux 39 heures, sur la flexibilité du temps de travail, sur les nationalisations, sur l'impôt sur les grandes fortunes et la loi d'amnistie, sans rompre le dialogue avec le pouvoir socialiste.
Pour éviter que l'outil de travail ne soit inclus de l'assiette de l'ISF, Yvon Gattaz est ainsi reçu 7 fois à l'Élysée en tête à tête. En 1982, le CNPF livre un combat de plusieurs mois pour la baisse des charges patronales. Il obtient le 16 avril 1982 à Matignon un « moratoire » sur les charges et l'écrêtement de la taxe professionnelle en échange de l'engagement des entreprises à investir.
Le 14 décembre 1982, le président du CNPF rassemble 28 000 chefs d'entreprise au Parc des Expositions de Villepinte à l'occasion des assises du mouvement pour faire pression sur le gouvernement Mauroy,,. Cette démonstration de force impressionne le pouvoir socialiste et contribue au changement politique de 1983.
En décembre 1984, après l'échec de la négociation interprofessionnelle sur l'adaptation des conditions d'emploi, le CNPF adopte une stratégie d'attente : il renonce à dialoguer avec le pouvoir en place jusqu'aux législatives de 1986, remportées par l'opposition de droite.

#### Échec des réformes en interne
Au début de son mandat Yvon Gattaz met sur pied une commission chargée de réformer le CNPF, mais se retrouve en butte à une hostilité en interne qui préfère, selon lui, « jouer volontairement l'inertie ».
En 1984, Yvon Gattaz propose de changer le nom de l'organisation patronale dans le but de remplacer le terme de « patronat » par celui « d'entreprise ». Débattue en comité exécutif, la proposition n'est pas adoptée.

### Mandat de François Perigot (1986-1994)

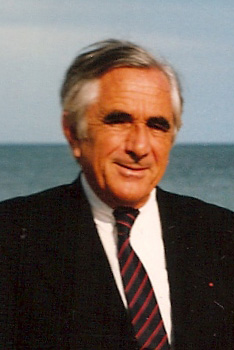
François Perigot, président du CNPF de 1986 à 1994

François Perigot, patron d'Unilever-France, est élu en 1986 face à Yvon Chotard avec l'appui de Michel Maury-Laribière, dont il fait son premier vice-président. Le nouveau président du CNPF commence son mandat dans un contexte politique favorable, marqué par l'arrivée de la droite libérale au pouvoir après les élections législatives et sa politique de privatisations, mais doit faire face aux profondes divisions au sein du patronat nées de la « guerre des deux Yvon ».
Le mandat du cinquième président du CNPF coïncide avec le cycle d'Uruguay du GATT et la préparation du Traité de Maastricht, qui divisent les chefs d'entreprises français. François Perigot axe son action sur l'ouverture aux marchés extérieurs et notamment européens, qui se traduit notamment par la création du CNPF International en 1989.
François Perigot fait également de l'entrée des jeunes dans la vie active l'un de ses chevaux de bataille. Il souhaite aussi donner plus de poids aux échelons régionaux mais doit faire face à l'opposition des fédérations patronales.
La crise économique du début des années 1990 exacerbe les tensions et les conflits d’intérêt au sein du CNPF. La presse titre sur la crise qui couve au sein du CNPF et sur la nécessité patronale de renouveler sa doctrine.

#### Une organisation en perte de vitesse
En 1994, François Perigot laisse sa place à la tête de l'organisation patronale pour prendre la présidence de l'Unice, l'Union des confédérations de l'industrie et des employeurs d'Europe. Au terme de son mandat, le CNPF apparaît avoir perdu sa crédibilité et son influence. Les relations entre son président et le nouveau Premier ministre Édouard Balladur sont compliquées notamment sur le dossier du remboursement de la TVA aux grandes entreprises,.
Aux yeux des observateurs, la perte d'influence du CNPF apparaît avoir été continue depuis que l'organisation patronale a été privée dans les années 1980 de son rôle de co-gestionnaire de l'économie. La suppression des contrôle des prix et des crédits par l'État font perdre au CNPF son rôle de négociateur. Sur le volet social, la hausse du chômage et le déficit des régimes sociaux conduit à une augmentation des charges à laquelle l'organisation patronale s'oppose sans pouvoir l'obtenir.
Le CNPF est par ailleurs concurrencé par de nouvelles organisations patronales comme l'Afep ou le club « Entreprise et cité » créé par Claude Bébéar. Des tensions en interne ébranlent aussi l'autorité de la Confédération. L'Association française des banques refuse pendant 8 mois le paiement de ses cotisations pour le forcer à accepter l'intégration des retraites des salariés des banques à l'Arrco. À la suite d'une négociation sur le financement des retraites complémentaires des 60-65 ans, des voix s'élèvent par ailleurs au sein du patronat français pour contester le fait que le CNPF les engage lorsque celui-ci signe un texte.

### Mandat de Jean Gandois (1994-1997)
Jean Gandois, PDG de Pechiney et réputé pour son sens du dialogue, est élu à la tête de CNPF en décembre 1994 avec 89 % des suffrages exprimés (395 voix sur 446 votants), après le désistement de son rival Jean-Louis Giral, qui avait suscité l'opposition en interne contre sa candidature,. Jean Gandois doit composer avec les tensions internes, notamment sur la formation, qui l'opposent à l'été 1995 avec l'Union des Industries Métallurgiques et Minières (UIMM), la plus importante des fédérations patronales.

#### Opposition aux 35 heures
Après la victoire de la gauche aux élections législatives de 1997, Jean Gandois engage une partie de bras de fer avec le gouvernement sur les 35 heures, qui figuraient dans le programme de Lionel Jospin. Le président du CNPF espère pouvoir arriver à une solution négociée avec les partenaires sociaux grâce à l'arrivée au ministère du Travail de Martine Aubry, son ancienne directrice adjointe chez Pechiney de 1989 à 1991, avec qui il s'est lié d'amitié.
Le 10 octobre 1997, Jean Gandois refuse de boycotter le sommet social sur l'emploi et les salaires organisé par le Premier ministre Lionel Jospin. Il quitte celui-ci avant son terme à 18 h, après que le Premier ministre ait annoncé sa décision de faire voter la réforme des 35 heures. Le président du CNPF, qui dit avoir été « berné tout au long de la journée », démissionne quelques jours plus tard le 13 octobre à la satisfaction de l'aile dure du CNPF, partisan de durcir les relations avec le gouvernement. Jean Gandois estime à cette occasion que la guerre est déclarée avec le gouvernement socialiste et appelle à choisir « un patron de combat » pour mener la fronde contre la réforme.

### Mandat d'Ernest-Antoine Seillière (1997-1998)

#### La guérilla contre les 35 heures
Vice-président du CNPF depuis 1988 et président de CGIP, la holding de la famille Wendel, Ernest-Antoine Seillière est élu le 16 décembre 1997 avec 82 % des suffrages, après avoir fait campagne contre les 35 heures,.
Le nouveau président mène une véritable guérilla contre le gouvernement de Lionel Jospin. Celui-ci affiche une position intransigeante vis-à-vis du gouvernement et multiplie les déclarations contre la réforme de la durée du travail. En mars 1998, il demande au Premier ministre Lionel Jospin un délai pour appliquer la réforme jusqu'en 2002.

#### Du CNPF au Mouvement des entreprises de France (Medef)
L'échec du CNPF sur les 35 heures, qui s'est fait imposer la réforme sans avoir son mot à dire et n'a pas non plus su faire de contre proposition, entraînant la démission de Jean Gandois, a servi de révélateur à la crise de l'institution.
Ernest-Antoine Seillière ambitionne de redonner de la légitimité à l'organisation patronale. Pour ce faire, le CNPF lance à l'automne 1998 une campagne intitulée « En avant l'entreprise », pilotée par Denis Kessler, vice-président de l'organisation patronale et président de sa commission économique. Celle-ci consiste en une série de 8 forums régionaux thématiques réunissant ses adhérents pour préparer son futur programme, en vue d'une réforme des statuts du CNPF, d'une nouvelle doctrine et de son changement de nom.
La campagne se conclut le 27 octobre 1998 à Strasbourg, à l'occasion d'un rassemblement réunissant 2 000 dirigeants d'entreprises, dont les quatre anciens dirigeants de l'organisation patronale François Ceyrac, Yvon Gattaz, François Perigot et Jean Gandois,. Ces assises entérinent la fin du CNPF historique et la naissance du Mouvement des entreprises de France (Medef) appelé à lui succéder.

## Structure
Le Conseil national du patronat français est une association loi de 1901. La date du dépôt de ses statuts, le 12 juin 1946, est retenue comme la date officielle de sa création.
En 1996, son budget est évalué officiellement à 110 millions de francs. Il emploie 200 permanents et ses 35 000 représentants exercent près de 260 000 mandats au sein des prud'hommes, des ASSEDIC ou encore de la Sécurité sociale.

### Instances dirigeantes
Sous le mandat de Jean Gandois, initié en 1994, le CNPF comprend un comité exécutif constitué de 17 vice-présidents.
L'assemblée générale du CNPF, chargée notamment d'élire le président de l'organisation, est composée par les délégués représentant les organisations adhérentes (CJD, CFPC, Ethic). Son assemblée générale comprend 566 membres, dont 456 disposent d'une voix délibérative.
Plusieurs commissions rattachées à la direction, dont le nombre et l'intitulé ont varié au cours des années, sont chargées de préparer la politique de l'organisation patronale :
- Commission économique ;
- Commission sociale ;
- Commission de la compétitivité internationale ;
- Commission à l'action territoriale ;
- Commission de l'information.

Ces commissions s'organisent en sous-commissions, groupes de travail, groupes d'études, réunis pour étudier des problèmes spécifiques.

### Adhérents
Les adhérents du CNPF sont les 87 fédérations patronales - comme l'UIMM ou encore l'Union des industries textiles - et les 160 unions patronales qui regroupaient les entreprises françaises.
En dehors des grandes fédérations, le CNPF s’appuie sur des unions patronales territoriales dont les structures sont inégales. Jusqu'en 1978, les entreprises en région sont représentées au sein des instances du CNPF par la Fédération des associations régionales (FAR), qui dispose d'une certaine indépendance d'un point de vue statutaire. Sa dissolution par François Ceyrac, président de l'organisation patronale d'alors, vise à réintégrer davantage cet échelon au sein du CNPF,.

### Représentation à l'international

#### Représentation au niveau européen
Au niveau européen, le CNPF est adhérent de l'Union des industries de la communauté européenne (UNICE), créé en 1958, devenu Business Europe sous le mandat d'Ernest-Antoine Seillière.
En 1972, le CNPF se dote d'un bureau de représentation à Bruxelles auprès des institutions européennes.

#### CNPF International
En 1989, François Perigot crée le CNPF International.
François-Xavier Ortoli, ancien haut-fonctionnaire, PDG de la Compagnie française des pétroles, ministre et député gaulliste, en prend la présidence. François Perigot lui succède en 1997.

## Présidence
- Georges Villiers, de 1946 à 1966.
- Paul Huvelin, de 1966 à 1972.
- François Ceyrac, de 1972 à 1981.
- Yvon Gattaz, de 1981 à 1986.
- François Perigot, de 1986 à 1994.
- Jean Gandois, de 1994 à 1997. Il démissionne après que le gouvernement de Lionel Jospin eut fait adopter la loi sur les 35 heures.
- Ernest-Antoine Seillière, de 1997 au 27 octobre 1998, puis premier dirigeant du MEDEF, qui succède au CNPF.

## Structures associées et clubs patronaux
Suivant leur sensibilité, plusieurs adhérents du CNPF participent également aux travaux d'associations qui ont souvent servi d'aiguillon à l'organisation patronale durant toute son histoire.

### Centre de recherches et d'études des chefs d'entreprise
En 1953, sous le mandat de Georges Villiers, le CNPF et l'industriel du textile Jacques Warnier, ex-président du CJP et premier président du CRC, créent le Centre de recherches et d'études des chefs d'entreprise (CRC), chargé de nourrir la réflexion intellectuelle de l'organisation et de ses membres,. 21 dirigeants d'entreprises participent à sa fondation, tels Rolf Nordling, président du CNOF, Emmanuel Mayolle, vice-président du CNPF ou René Norguet.
Le CRC poursuit deux objectifs complémentaires : proposer des sessions d’études aux patrons et aux cadres voulant recevoir un enseignement pratique des techniques managériales d’une part, et d’autre part organiser un « lieu de réflexion en commun sur des grands problèmes d’intérêt général ». Les sessions d’études ont lieu à Annet-sur-Marne en 1954-1955 puis au château de Jouy-en-Josas. Les patrons membres du CRC discutent quant à eux de diverses questions doctrinales dans le cadre de la « section d’études générales du CRC ». Trois puis quatre groupes d'études sont mis en place. Paul Huvelin préside à l'origine la section générale, Marcel Demonque, Pierre Grimanelli, p-dg de la Seita, puis Henri Desbruères, p-dg de la SNECMA, président les autres groupes, qui invitent des conférenciers. Les résultats des réflexions sont publiés dans des Cahiers, publiés à partir de 1957.
En 1957, Warnier, malade et hostile à l'emprise croissante du CNPF sur le CRC, cède la présidence à Arnaud de Vogüé, président de Saint-Gobain. Paul Huvelin, qui lui succède en 1963, devient président du CNPF en 1966. Jean Chenevier, de la société française des pétroles BP, accède ensuite à la présidence.
Le CRC cède la place à l'Institut de l'entreprise en 1975,.

### Centre français du patronat chrétien
Le Centre français du patronat chrétien (CFPC) est créé en 1948. Il est associé au CNPF à titre consultatif, sans droit de vote et perd son caractère professionnel et syndical pour devenir un organisme de réflexion, de proposition et de formation.

### Centre des jeunes dirigeants d'entreprise
Créée en 1938 après l'arrivée au pouvoir du Front populaire pour réhabiliter la fonction patronale, le Centre des jeunes patrons (devenu Centre des jeunes dirigeants d'entreprise après mai 68) se veut « la tête chercheuse du patronat ».
En 1965, le Centre des jeunes patrons (CJP) est exclu du bureau du CNPF après avoir exprimé publiquement son désaccord à l'égard de la charte libérale adoptée par l'organisation patronale. À l'été 1968, plusieurs de ses adhérents dont José Bidegain participent à la création du Centre national des dirigeants d'entreprise (CNDE), une organisation concurrente du CNPF qui fusionnera avec le GEROP pour donner naissance au think tank Entreprise et Progrès.
En 1974, il publie un livre blanc qui se veut une contribution à la réforme de l'entreprise. Il organise des congrès sur des thèmes prospectifs.

### Entreprises de taille humaine industrielles et commerciales (ETHIC)
Fondé en 1976 par Yvon Gattaz, ETHIC comptait en 1988 près de 2 500 adhérents. L'association vise à rassembler les entreprises « assez grandes pour être fortes [et] assez petites pour être indépendantes ».

### Institut de l'entreprise
Héritier du CRC, fondé en 1975, l'Institut de l'Entreprise se donne pour objectif d'alerter les chefs d'entreprise sur les grands phénomènes et les transformations mondiales. Il compte 180 adhérents en 1988.

## Liens avec les partis politiques et financement des candidats aux élections
À l'origine, le CNPF de Georges Villiers n'a pas voulu se mêler directement du financement des candidats amis aux élections. C'est le Centre d'études administratives et économiques, qui siège rue de Penthièvre, qui est chargé de l'action politique discrète. Il est notamment animé par André Boutemy, jusqu'en 1953. Georges Villiers est cependant tenu au courant de l'activité de ce centre. Par la suite, c'est le directeur général du CNPF (1947-81), Aimé Aubert, à la tête du service des études législatives (SEL) du CNPF de 1965 à 1978, qui est réputé dispenser les fonds patronaux aux partis politiques favorables aux thèses du syndicat,.